# Juozas Gruodis
Juozas Gruodis (Rokenai, 20 de dezembro de 1884 - Kaunas, 16 de abril de 1948) foi um Maestro, Compositor e professor de música Lituano.